# Janina Minge
Janina Madeleine Minge (* 11. Juni 1999 in Lindau) ist eine deutsche Fußballspielerin, die beim Bundesligisten VfL Wolfsburg unter Vertrag steht und Vize-Kapitänin der deutschen Fußballnationalmannschaft der Frauen ist.

## Karriere

### Vereine
Minge begann 2002 als Dreijährige bei der TSG Lindau Zech mit dem Fußballspielen und wechselte nach sieben Jahren zum VfB Friedrichshafen. Nach weiteren vier Jahren folgte der Wechsel zum FC Wangen 05, wo sie in der männlichen B-Jugend spielte, ehe sie zur Saison 2015/16 beim SC Freiburg unterschrieb. Sie besuchte ein Gymnasium und verließ das Sportinternat des Olympiastützpunkts Freiburg-Schwarzwald, nachdem sie das Abitur abgelegt hatte.

#### SC Freiburg

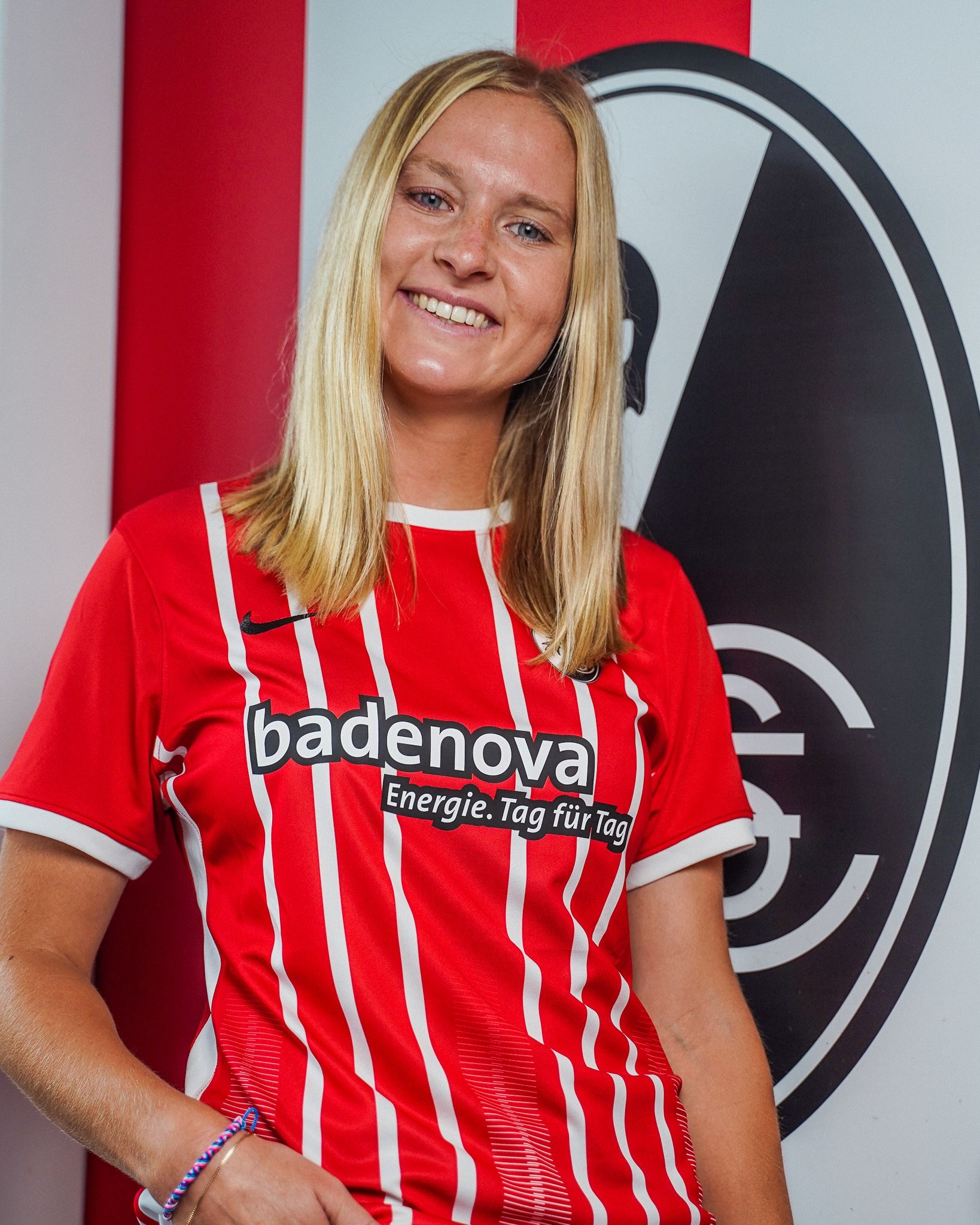
Minge im Trikot des SC Freiburg (2022)

Am 13. September 2015 (3. Spieltag) gehörte sie erstmals zum Kader der Bundesligamannschaft und feierte am 6. Dezember 2015 (10. Spieltag) beim 6:1-Heimsieg gegen Bayer 04 Leverkusen als Einwechselspielerin für Sandra Starke im Alter von 16 Jahren ihr Debüt in der Bundesliga. Das erste Tor gelang ihr am 20. November 2016 (9. Spieltag) beim 2:1-Sieg ihres Teams gegen den FF USV Jena mit dem Treffer zum zwischenzeitlichen 1:0.
In der Saison 2021/2022 lief Janina Minge insgesamt 22 Mal im Trikot des SC Freiburg auf. Sie verpasste damit keine einzige der insgesamt 1980 möglichen Spielminuten und erzielte zwei Tore.
Mit neun Treffern war sie zur Winterpause der Saison 2022/2023 die beste deutsche Torjägerin und erzielte beim 4:1-Erfolg gegen den MSV Duisburg (Frauenfußball) ein sehenswertes Tor. Dieser Treffer wurde zum Tor des Jahres des SC Freiburg gewählt und stand gleichzeitig mit Toren von Kylian Mbappé und Richarlison zur Wahl des Tor des Monats Dezember der Sportschau. Sie absolvierte insgesamt 186 Pflichtspiele für den SC Freiburg. Von November 2018 bis März 2025 verpasste sie kein einziges Ligaspiel.
Zur Saison 2024/25 wechselte Minge zum VfL Wolfsburg, dort unterschrieb sie einen bis 2027 datierten Vertrag.

### Nationalmannschaft
Am 1. November 2022 wurde Minge durch Martina Voss-Tecklenburg für die deutsche Fußballnationalmannschaft der Frauen und die darauffolgende USA-Länderspielreise nominiert.
Minge wurde im Februar 2023 für das Wintertrainingslager in Marbella nachnominiert. Am 21. Februar 2023 wurde sie im Testspiel gegen Schweden (0:0) in der 82. Minute eingewechselt und debütierte damit in der A-Nationalmannschaft der Frauen. In ihrem zweiten Länderspiel erzielte sie am 24. Juni 2023 in Offenbach am Main mit dem Treffer zum 2:0 in der 80. Minute im WM-Vorbereitungsspiel gegen die Nationalmannschaft Vietnams ihr erstes A-Länderspieltor.
Am 8. Juli 2023 wurde sie durch die Bundestrainerin als mitreisende Ersatzspielerin zum finalen Kader der Nationalmannschaft für die Weltmeisterschaft in Australien berufen. Sie kam dort aber nicht zum Einsatz.
Janina Minge wurde im Juli 2024 nach der Verletzung von Lena Oberdorf für die Olympischen Sommerspiele in der deutschen Startelf nachnominiert. Die 25 Jahre alte Mittelfeldspielerin verlor im Halbfinale der Frauen gegen das Team aus den USA mit 0:1 nach Verlängerung und das Team holte sich nach einem 1:0-Sieg gegen Spanien die Bronze-Medaille. Im November 2024 wurde sie mit dem Silbernen Lorbeerblatt ausgezeichnet.
Im Februar 2025 wurde Janina Minge zur Vize-Kapitänin der deutschen Nationalmannschaft hinter Giulia Gwinn ernannt. Bundestrainer Christian Wück berief sie im Juni in den Kader der Nationalmannschaft für die Fußball-Europameisterschaft der Frauen 2025. Nach der Knieverletzung von Gwinn bereits im ersten Spiel übernahm Minge die Kapitänsbinde bis ins gegen Weltmeister Spanien verlorene Halbfinale und war als einzige Feldspielerin in allen Spielen die gesamte Dauer auf dem Feld.

#### U-Nationalmannschaften
Minge bestritt zwischen April 2013 und April 2014 sechs Partien für die U-15-Nationalmannschaft und erzielte dabei ebenso viele Tore. Nach drei Einsätzen für die U-16-Nationalmannschaft im Jahr 2014 gehörte sie 2015 als zweitjüngste Spielerin nach Giulia Gwinn zum Kader der U-17-Nationalmannschaft für die Jahrgangseuropameisterschaft in Island. Dort kam sie in sämtlichen vier Turnierspielen zum Einsatz und erreichte mit der Mannschaft das Halbfinale, wo man sich jedoch mit 0:1 der Schweizer Auswahl geschlagen geben musste. 2016 qualifizierte sie sich erneut für die Europameisterschaft, welche die Mannschaft nach einem 3:2-Erfolg im Elfmeterschießen gegen Spanien gewinnen konnte. Minge führte ihr Team während des Turniers als Kapitänin aufs Feld. Auch für die U-17-Weltmeisterschaft im selben Jahr gehörte sie zum deutschen Kader und erreichte mit der Mannschaft das Viertelfinale, wo man Spanien mit 1:2 unterlag. Nach ihrem Debüt für die U-19-Nationalmannschaft qualifizierte sie sich mit dieser Auswahlmannschaft für die Europameisterschaft 2017, wo das Team im Halbfinale an Frankreich scheiterte.
Im folgenden Jahr war sie 2018 Teil der U-20-Nationalmannschaft für die Weltmeisterschaft in Frankreich und kam in sämtlichen drei Gruppenspielen sowie dem mit 1:3 gegen den späteren Weltmeister aus Japan verlorenen Viertelfinale zum Einsatz. Minge erzielte in dieser Partie den Treffer zum Endstand.

#### Nationalmannschaft der Polizei
Im Juni 2022 gewann Janina Minge gemeinsam mit Lisa Karl die European Police Championship in Trondheim. Im Finale traf die deutsche Nationalmannschaft der Polizei auf den Gastgeber Norwegen und besiegte diese im Elfmeterschießen mit 5:4. Janina Minge verwandelte hierbei einen Elfmeter zum 1:2-Anschlusstreffer. Insgesamt konnte sie im Verlauf des Turniers drei Tore erzielen.

## Polizei Baden-Württemberg
Janina Minge trat im Jahr 2019 in den Polizeivollzugsdienst des Landes Baden-Württemberg ein. Sie wurde in die Spitzensportförderung der Polizei BW aufgenommen und schloss ihre Ausbildung zur Polizeimeisterin im September 2022 erfolgreich ab. Sie wurde daraufhin auf ein Polizeirevier versetzt und verrichtete ihre Tätigkeit neben ihrer Karriere beim SC Freiburg im Streifendienst.
Seit ihrem Wechsel zum VfL Wolfsburg ist Minge freigestellt.

## Erfolge
- Olympische Bronzemedaille 2024
- U-17-Europameister 2016
- DFB-Pokal-Finalist 2019, 2023 (mit dem SC Freiburg)
- European Police Championship -Europameister 2022

## Auszeichnungen
- 2017 Preisträgerin der Fritz-Walter-Medaille in Silber
- 2024 Silbernes Lorbeerblatt[18][19]